# 新しい中小企業
新しい中小企業（あたらしいちゅうしょうきぎょう）は、1963年4月6日から1965年4月3日までNHK教育テレビで放送されたテレビ番組である。

## 概要
大企業向けの経営技法を中小企業向けにアレンジしたすぐに役立つ中小企業向け経営講座番組であった。NHK大阪が制作した。

## 放送時間
- 1963年度：土曜日 23:25 - 23:50
- 1964年度：土曜日 23:20 - 23:50

## 出演者
- 石川淳二（労働省職業訓練局）
- 渡辺栄二（産業能率短期大学講師）
- 藤枝高士（マーケティング研究協会専務理事）

## 主なテーマ
- 中小企業の人づくり
- 職場の空気
- 販売のための戦略
- 作業の能率化
- 社員教育
- 職場環境
- 生産の合理化
- 販売の促進
- トップマネージメント